# Lenneke Alink
Lenneke Rosalie Agnes Alink (Enschede, 22 november 1978) is een Nederlands hoogleraar pedagogiek aan de Universiteit Leiden en voorheen aan de Vrije Universiteit Amsterdam.

## Biografie
Alink behaalde haar masterdiploma te Leiden in 2002 en promoveerde daar in 2006 op Early childhood aggression.  Van 2006 tot 2008 werkte ze aan de University of Minnesota, vanaf 2006 ook aan de Leidse Universiteit. Van 2012 tot 2016 was ze bijzonder hoogleraar "voorkoming, gevolgen en aanpak kindermishandeling" aan de Vrije Universiteit Amsterdam waar ze de Jan Brouwerleerstoel bezette. In 2014 werd zij benoemd tot gewoon hoogleraar te Leiden met als leeropdracht forensische gezinspedagogiek; zij hield haar inaugurele rede onder de titel Kindermishandeling beter in beeld. In 2011 werkte zij mee aan het rapport Kindermishandeling in Nederland anno 2010. De Tweede Nationale Prevalentiestudie Mishandeling van Kinderen en Jeugdigen (NPM-2010), in opdracht van het Ministerie van Volksgezondheid, Welzijn en Sport. Sindsdien heeft zij tientallen artikelen gepubliceerd op het gebied van kindermishandeling en het effect van (negatief) gedrag van ouders op hun kinderen.
Prof. dr. L.R.A. Alink is sinds 2015 lid van De Jonge Akademie en sinds 2012 lid van de Koninklijke Hollandsche Maatschappij der Wetenschappen. In 2014 ontving zij een VIDI-subsidie en in 2019 de Ammodo Science award.
- International Standard Name Identifier: 0000 0003 9047 3612
- Nationale Bibliotheek van Tsjechië: xx0245333
- Nederlandse Thesaurus van Auteursnamen: 29790387X
- ORCID: 0000-0003-3459-0785
- Virtual International Authority File: 284099542
- WorldCat: E39PBJqqth44TPYTrff6DvXWXd